# حوزه‌های انتخابیه مجلس شورای اسلامی در استان قم

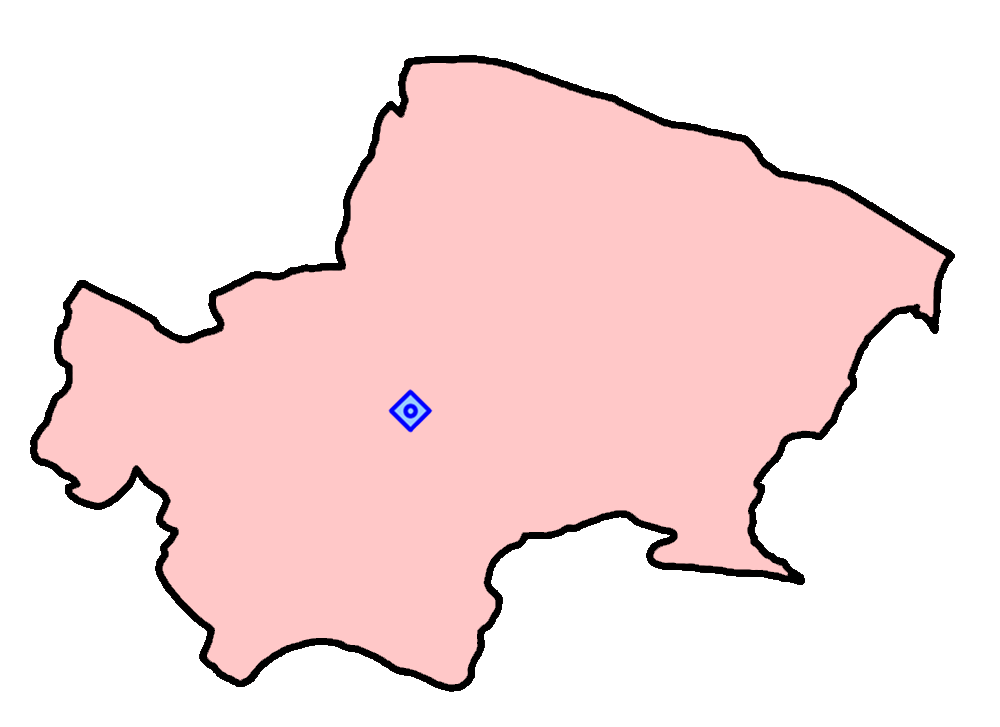
حوزه‌های انتخاباتی استان قم

استان قم یک حوزه برای انتخابات مجلس دارد که در مجموع ۳ نماینده را در بر می‌گیرد.
| مرکز | حوزه                | شهرستان‌ها | بخش‌ها                              | کرسی | نقشه | جمعیت   |
| ---- | ------------------- | --------- | ---------------------------------- | ---- | ---- | ------- |
| قم   | قم و جعفرآباد و کهک | قم        | شهر قم ، مرکزی ، سلفچگان ، خلجستان | ۳    |      | ۱۲۹۲۲۸۳ |
| قم   | قم و جعفرآباد و کهک | جعفرآباد  | شهر جعفریه ، مرکزی ، قاهان         | ۳    |      | ۱۲۹۲۲۸۳ |
| قم   | قم و جعفرآباد و کهک | کهک       | شهر کهک ، مرکزی ، فردو             | ۳    |      | ۱۲۹۲۲۸۳ |